# Hans Reicher

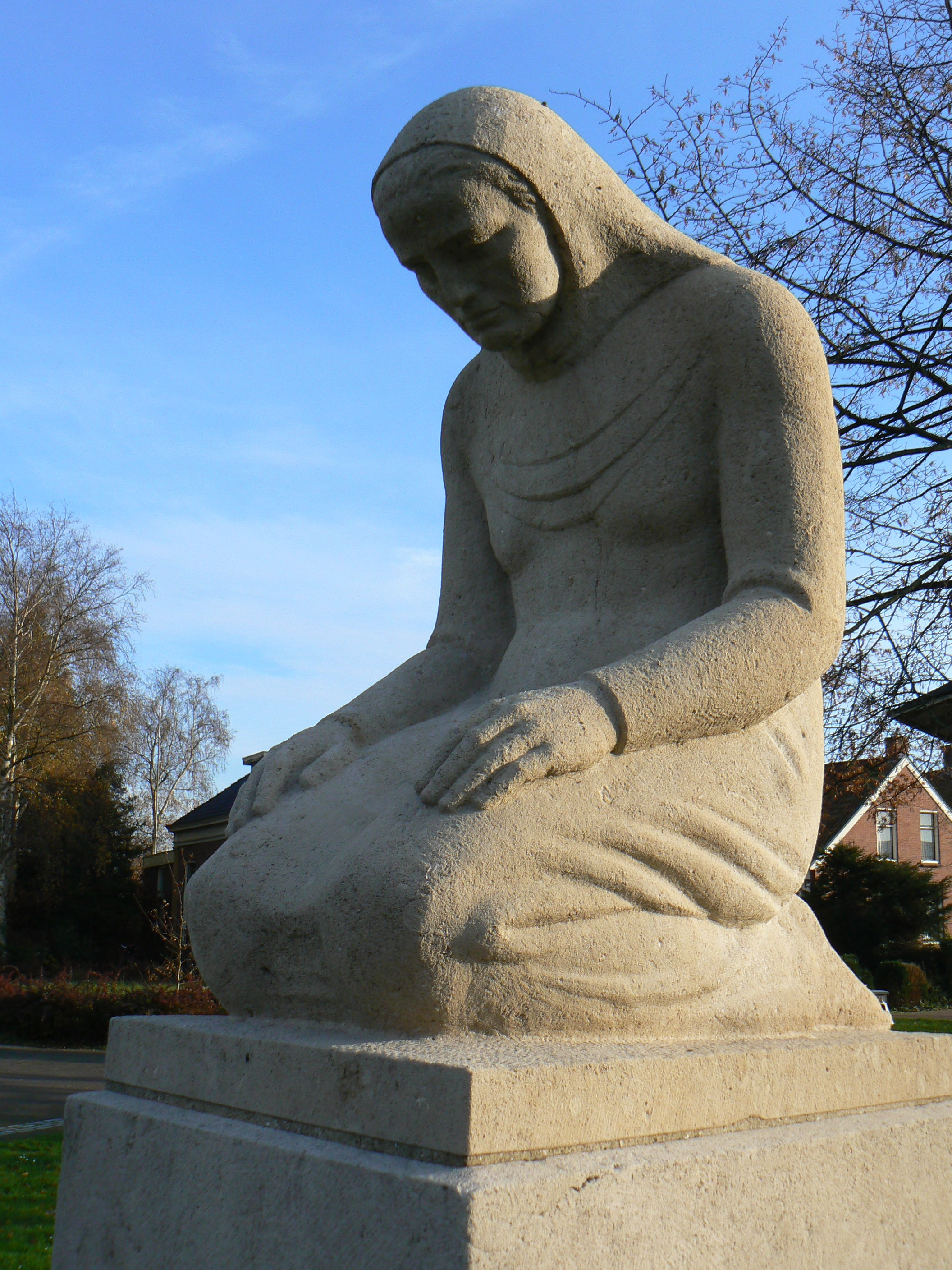
Kriegerdenkmal Bad Nieuweschans (1948)

Johannes (Hans) Reicher (* 2. Juli 1895 in Berlin-Niederschönhausen; † 30. Januar 1963 in Amsterdam, Niederlande) war ein deutsch-niederländischer Bildhauer.

## Leben und Werk
Reicher absolvierte eine Ausbildung an der Hochschule der Künste Berlin. Im Alter von 20 Jahren zog er in die Niederlande, wo er in Den Haag wohnte und arbeitete. Anfang 1937 wurde er in Amsterdam Dozent an der Hendrick de Keyzerschool. Er wohnte eine gewisse Zeit bei dem Bildhauer Hubert van Lith. Nach dem Zweiten Weltkrieg kreierte er unter anderem bildhauerische Kriegerdenkmale. Er schuf vor allem figurative Kunst.

## Werke (Auswahl)
- Knielende man (Kniender Mann), (Gedenkstein), Kalkstein, Amsterdam (Oud-Zuid), Messchaertstraat 1 (vermutl. 1950)
- Vrede (Bronze), Amsterdam (Watergraafsmeer), Radioweg (1962)
- De Fakkeldrager (Der Fackelträger), (Bronze), Amsterdam, Dintelstraat 15
- Kriegerdenkmal, (Naturstein), Bad Nieuweschans (1948)